# Fibra adenoviral: proteína IV
La fibra adenoviral, también denominada proteína IV, es una proteína codificada durante la fase tardía del ciclo de replicación de los adenovirus. Más específicamente está codificada por el late gene L5. 

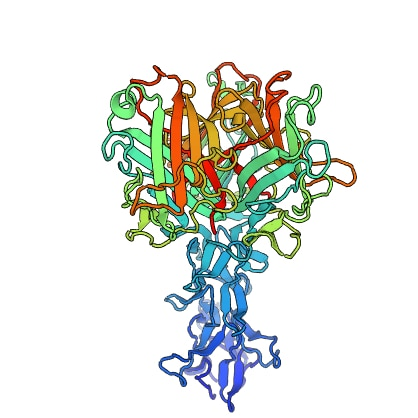
Estructura tridimensional de la fibra adenoviral.

Es una proteína estructural que se proyecta hacia afuera desde la cápside icosaédrica de dicha clase de virus. Su función en el ciclo lítico es permitir la unión del adenovirus a la célula diana para que se pueda producir su internalización en esta mediante endocitosis. Así mismo, su modificación proporciona una mayor eficacia en el uso de adenovirus oncolíticos como terapia oncológica.

## Localización

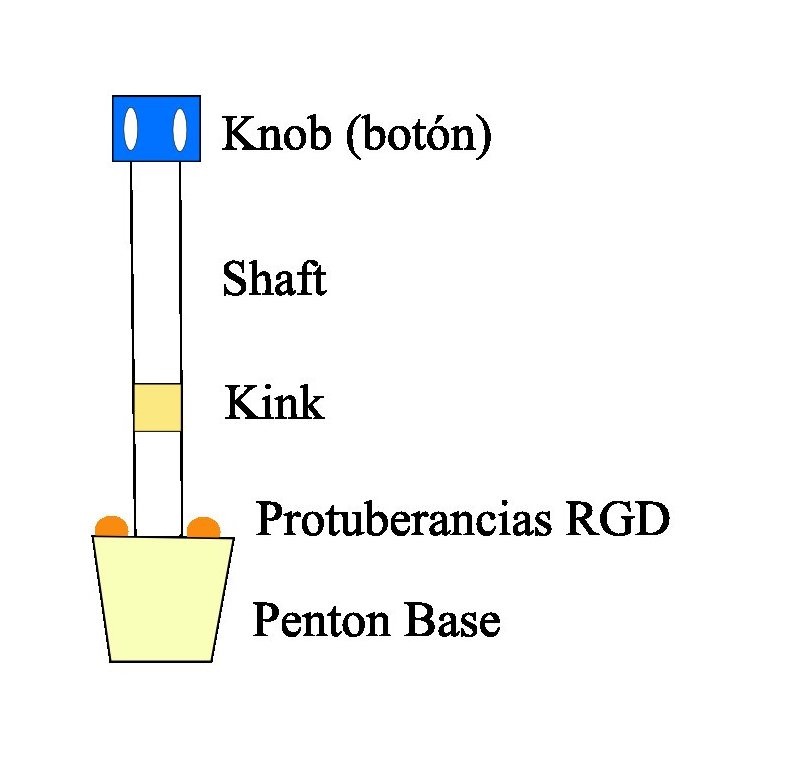
Esquema de la fibra adenoviral.

La fibra adenoviral se encuentra en los adenovirus, virus no encapsulados con cápside proteica icosaédrica y ADN bicatenario de entre 34 y 38 kilobases. Estos virus tienen 13 proteínas estructurales, una de las cuales es la proteína IV.  Estas fibras adenovirales (en cada virión hay en total 12) se proyectan hacia el exterior desde la cápside del virus, a la cual se unen gracias a su asociación con otras proteínas llamadas bases pentonas (proteína III).

## Estructura
La fibra adenoviral es un homotrímero formado por una triple beta-espiral. Esta se proyecta desde la base pentona hacia el exterior, adopta la forma de una larga barra denominada shaft y termina en una estructura globular llamada knob, cuya traducción al español es botón o pomo. Se denomina kink a una parte del shaft que actúa de bisagra en el momento en que el virus tiene que adherirse a la superficie celular.
Es importante conocer que según el serotipo y el tropismo tisular del adenovirus, la fibra puede presentar variaciones en su estructura.

## Funciones

### Estabilidad de la cápside icosaédrica del virus
La ya nombrada trimerización de la proteína permite que las cápsides icosaédricas de los nuevos viriones tras la replicación del virus se formen con eficacia y estabilidad. Sin esta característica imprescindible de la fibra adenoviral, la estructura proteica externa de los adenovirus no sería la planteada. 

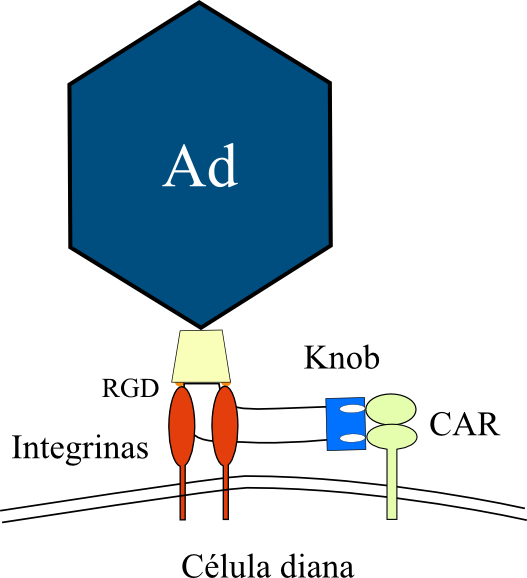
Unión del adenovirus a la célula

### Unión del virus a la célula diana
Gracias a la presencia de la fibra localizada en el adenovirus, este se puede enlazar a la célula diana para promover su internalización en esta. La vinculación del virus con la célula implica dos fases:
- La primera fase es la asociación del knob[9] de la fibra al receptor primario del virus. Según el tipo de adenovirus humano, el receptor puede ser uno u otro. Predominantemente encontramos CAR, una proteína transmembrana presente en la zonula occludens de células epiteliales. Asimismo podemos encontrar CD46, DSG-2 y ácido siálico.[10]
- La segunda fase es la asociación de las protuberancias de tripéptido RGD, unidas a las bases pentonas, con las integrinas de la membrana citoplasmática. Para que pueda llevarse a cabo esta segunda fase, la fibra del adenovirus se tiene que doblar por una región del shaft llamada kink.

Una vez finalizada esta segunda fase se produce la internalización del virus mediante un endosoma revestido de clatrina.

## Aplicaciones Médicas

### Vacuna acelular
La fibra adenoviral se puede utilizar como vacuna acelular, ya que cualquier proteína de la cápside adenovírica puede actuar como antígeno para desencadenar la primera respuesta inmunitaria. Una ventaja que tiene es que al ser una forma acelular purificada tiene menos efectos adversos. Actualmente se está desarrollando una vacuna contra el VIH que usa una fibra adenoviral y ha inducido respuestas inmunes potentes en ratones y monos.

### Modificaciones en adenovirus oncolíticos
El genoma de los adenovirus se puede modificar para que estos virus se conviertan en oncolíticos y puedan replicarse tan solo en células cancerígenas, evitando la infección de células no anómalas. Un ejemplo de mutación es la deleción de 24 pares de bases en el gen E1A del adenovirus. Estas modificaciones permiten que se puedan usar este tipo de virus en tratamientos para combatir el cáncer. Para mayor eficacia en dichos tratamientos oncolíticos, se puede modificar la proteína IV. 

#### RGD-4C en Delta24-RGD
El virus del Delta24-RGD, llamado farmacéuticamente DNX-2401, es un adenovirus oncolítico creado en el MD Anderson de Houston por los neurólogos españoles Candelaria Gómez y Juan Fueyo. El objetivo del Delta24-RGD es atacar completamente el glioblastoma, uno de los gliomas más letales que existen. 
Este virus contiene dos modificaciones muy importantes en el campo de la terapia oncológica. La primera modificación es la Δ24 en el gen E1A, que permite que el adenovirus solo inicie el ciclo lítico en las células cancerígenas. La segunda modificación, realizada por el equipo de investigación liderado por Ramon Alemany, es la RGD-4C. Esta mutación, que consiste en la unión de protuberancias RGD en el knob de la fibra adenoviral, permite al virus internalizar en la célula cancerígena con mayor eficacia. El adenovirus requiere únicamente en este caso la unión con integrinas presentes en la membrana citoplasmática de la célula diana. Esto implica que la presencia de CAR no sea necesaria. Esta mutación se llevó a cabo debido a que las células cancerígenas tienen sobreexpresadas las integrinas y tienen muy poco CAR, especialmente en los gliomas.
Los resultados del primer ensayo clínico realizado con dicho adenovirus oncolítico fueron muy significativos. En el 80% de los tratados con el virus los tumores disminuyeron. No obstante eso, lo más significativo fue que en un 20% el sistema inmunitario de dichos pacientes completó la respuesta e hizo desaparecer por completo los tumores. En estos últimos pacientes la esperanza de vida, la cual era de un máximo de catorce meses, incrementó entre 3 y 5 años más.
Es necesario destacar que la administración intratumoral de este adenovirus oncolítico no promovió efectos secundarios en los pacientes.

#### ICOVIR-15K
El ICOVIR-15K, también llamado ICO15K, es otro adenovirus oncolítico creado por el grupo dirigido por el virólogo Ramon Alemany en el Institut d’Investigació Biomèdica de Bellvitge (IDIBELL). Este virus presenta varias modificaciones en su genoma, una de las cuales es la Δ24, ya comentada. Asimismo, contiene una modificación en el late gene L5, que como ya es sabido codifica la fibra adenoviral. Más concretamente, esta mutación sustituyó un motivo del shaft KKT (tripéptido Lys-Lys-Thr) por un motivo RGD. Este cambio tan preciso se realizó porque el motivo KKT es el punto de unión, en células hepáticas, del adenovirus a los heparán sulfato, polisacáridos que interaccionan en sangre cuando esta clase de virus son administrados por vía sistémica. En resumen, el objetivo de la modificación era redirigir el virus al tumor y aumentar la focalización antitumoral. 
Este virus presenta buenos resultados de toxicidad en modelos in vivo y eficacia antitumoral.